# Куба на летних Олимпийских играх 1904
Куба на летних Олимпийских играх 1904 была представлена тремя спортсменами в двух видах спорта. Страна заняла третье место в общекомандном зачёте.
В фехтовании, индивидуальные результаты Альбертсона Ван Зо Поста и Чарльза Тэтхема до 2021 года причислялись Кубе, а командные — США. Сейчас МОК рассматривает все медали этих спортсменов как американские. 

## Медалисты

### Золото
| Золото |              |                         |
| №      | Спортсмены   | Вид спорта (дисциплина) |
| 1      | Рамон Фонст  | Фехтование (рапира)     |
| 2      | Рамон Фонст  | Фехтование (шпага)      |
| 3      | Мануэль Диас | Фехтование (сабля)      |

## Результаты соревнований

### Лёгкая атлетика
| Соревнование | Спортсмен        | Финал      | Финал |
| Соревнование | Спортсмен        | Результат  | Место |
| ------------ | ---------------- | ---------- | ----- |
| Марафон      | Андарин Карвахал | неизвестен | 4     |

### Фехтование
Результаты в командной рапире причислены смешанной команде.
| Соревнование        | Спортсмен                                                           | Полуфинал | Полуфинал | Финал      | Финал      | Финал |
| Соревнование        | Спортсмен                                                           | Побед     | Место     | Уколов     | Побед      | Место |
| ------------------- | ------------------------------------------------------------------- | --------- | --------- | ---------- | ---------- | ----- |
| Рапира              | Рамон Фонст                                                         | 4         | 1         | неизвестно | 3          | 1     |
| Рапира среди команд | Мануэль Диас (CUB), Альбертсон Ван Зо Пост (USA), Рамон Фонст (CUB) |           |           | неизвестно | 7          | 1     |
| Шпага               | Рамон Фонст                                                         |           |           | неизвестно | неизвестно | 1     |
| Сабля               | Мануэль Диас                                                        |           |           | неизвестно | 3          | 1     |